# 곶

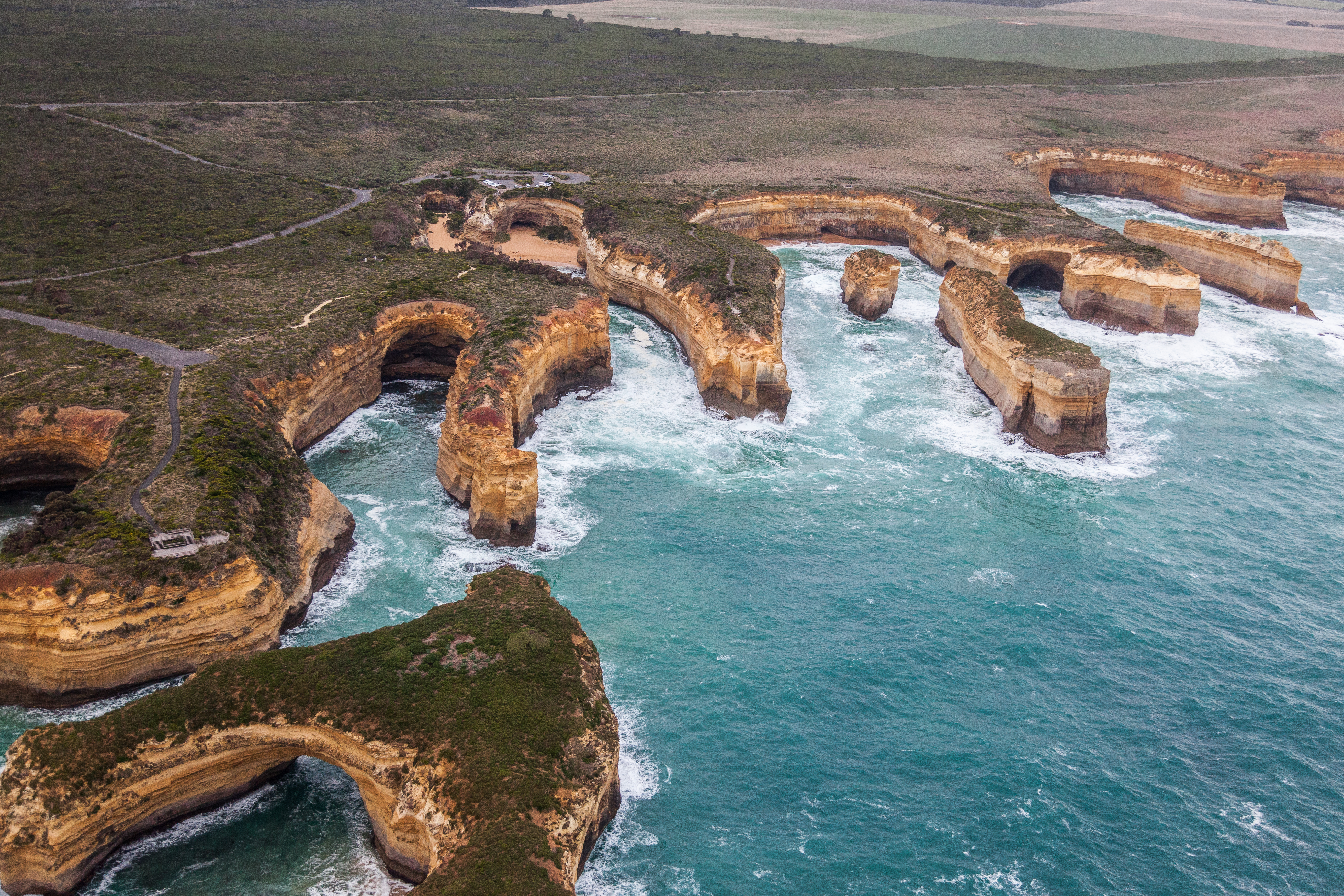
빅토리아주에 위치해 있는 곶

곶(串, 영어: Cape) 또는 갑(岬), 혹은 단(端)은 바다 또는 호수 쪽으로 튀어나온 모양을 한 육지로, 3면이 물로 둘러싸인 땅을 말한다. 또한 곶에는 등대가 설치된 경우가 많다. 곶의 규모가 크면 반도라고 한다. 그리고 곶은 만의 반대말이다.

## 저명한 곶

### 주요 곶
- 노르곶
- 마타판곶
- 바바곶
- 바이런곶
- 베르데곶
- 아굴라스곶
- 아르코나곶
- 커내버럴곶
- 트라팔가르곶
- 호카곶
- 혼곶
- 희망봉

### 한국의 곶
- 간잽곶
- 간절곶
- 무수단
- 송도갑
- 장산곶
- 호미곶
- 보구곶

## 같이 보기
- 유럽의 극점